# Cyriogonus fuscitarsis
Cyriogonus fuscitarsis là một loài nhện trong họ Thomisidae.
Loài này thuộc chi Cyriogonus. Cyriogonus fuscitarsis được Embrik Strand miêu tả năm 1908.